# Sibao
Sibao är en köping i sydöstra Kina. Den ligger i Liancheng härad i staden Longyan i provinsen Fujian, omkring 260 kilometer väster om provinshuvudstaden Fuzhou. Antalet invånare är 9 926. Befolkningen består av 5 054 kvinnor och 4 872 män. Barn under 15 år utgör 18,0 %, vuxna 15-64 år 67 %, och äldre över 65 år 13,0 %.